# کوزالان (گوموش‌حاجی‌کوی)
کوزالان {{ترکی|Kuzalan) روستایی واقع در شهر گوموش‌حاجی‌کوی در استان آماسیه کشور ترکیه است.